# Pouilly-en-Auxois
 Pouilly-en-Auxois  es una población y comuna francesa, en la región de Borgoña, departamento de Côte-d'Or, en el distrito de Beaune y cantón de Pouilly-en-Auxois.

## Demografía
| 1046 | 1136 | 1198 | 1396 | 1372 | 1502 |
| Para los censos de 1962 a 1999 la población legal corresponde a la población sin duplicidades (Fuente: INSEE [Consultar]) |      |      |      |      |      |